# Tegella armiferoides
Tegella armiferoides är en mossdjursart som beskrevs av Arnold Girard Kluge 1955. Tegella armiferoides ingår i släktet Tegella och familjen Calloporidae. Inga underarter finns listade i Catalogue of Life.